# Битка при Евора
Битката при Евора (29 юли 1808 г.) е сражение по време на Полуостровната война между имперските френски войски на Луи Анри Луазон и обединените португалско-испански сили, водени от Франсишку Лейте де Соуза. Пресрещайки малкия отряд на Лейте близо до Евора, французите лесно ги отблъсват и опитват да превземат с щурм града, който се държи от зле въоръжени жители и опълчение. Французите избиват португалските защитници и разрушават града. За бруталните си действия като това в Евора, Луазон става известен в Португалия като Maneta („Едноръкия“).
Евора се намира на около 110 км източно от Лисабон.